# Alterkicks
Alterkicks est un groupe de rock indépendant britannique, originaire de Liverpool, en Angleterre. Le groupe ne dure que trois ans et se sépare en 2007.

## Biographie
Alterkicks est formé en 2004 à Liverpool, en Angleterre. Ils commencent à attirer l'attention lorsque l'animateur de radio Zane Lowe a joué leur démo en novembre la même année. Ils publient leur premier single, Do Everything I Taught You, au label Fierce Panda en 2005, et l'édition limitée se vend rapidement. Le single atteint la 71e place de l'UK Singles Chart. Cette réussite les mènent à signer avec le label Moshi Moshi Records pour la sortie d'un deuxième single, intitulé Oh Honey. Dermot O'Leary sera impressionné par leurs premiers singles et les invite à jouer en live à son émission sur la BBC Radio 2.
Le groupe, qui possède également son propre nightclub à Liverpool appelé Little Big Man, signe plus tard avec le label B-Unique Records, et y publie son nouveau single On a Holiday en novembre 2006. Cette même année, en octobre, ils jouent à la Manchester Academy 1 avec The Automatic et Mumm-Ra. Leur single suivant, intitulé Good Luck, est publié en mars 2007. Le même mois, ils jouent au Shepherd’s Bush Empire, à Londres avec Inspiral Carpets. En août 2007, le groupe publie son premier et unique album, Do Everything I Taught You chez B-Unique Records. Le groupe se sépare, d'après une source non officielle, le 30 octobre 2007.

## Membres
- Martin Stilwell – voix
- Gareth Padfield – guitare rythmique
- Mike Oates – guitare solo
- Mark Yari-Gerrard – basse
- Oliver Hughes – batterie

## Discographie

### Album studio
- 2007 : Do Everything I Taught You

### Singles
- 2005 : Do Everything I Taught You
- 2005 : Oh Honey
- 2006 : On a Holiday
- 2007 : Good Luck